# El sendero de la anaconda
El sendero de la anaconda es una película documental colombiana de 2019 dirigida y escrita por Alessandro Angulo y producida por Caracol Televisión. Fue estrenada en las salas de cine colombianas el 27 de junio de 2019.

## Sinopsis
El sendero de la anaconda documenta la travesía de Wade Davis, un afamado escritor canadiense, quien viaja a Colombia en compañía del antropólogo Martin von Hildebrand para recorrer al lado de las comunidades indígenas del Río Apaporis la selva amazónica colombiana. Wade desea seguir los pasos de su profesor Richard Evan Schultes y explorar al lado de Martín zonas de increíble belleza de la selva amazónica que en un futuro podrían ser destruidas.

### Premios y nominaciones
El Sendero de la Anaconda ganó el premio Theodore Monod Award en medio del Festival Cinematerre. Esto en reconocimiento a la excelencia en la narración ecológica con un sentido patrimonial. 
En el tradicional Festival de Cine de Montaña Inka Fest de Perú, ganó anó el premio a mejor documental en la categoría medio ambiente y naturaleza. El jurado que concedió el galardón, argumentó que esta producción cuenta con una excelente fotografía, retrata la realidad de la Amazonía colombiana y la situación de los indígenas que la habitan.
En los Premios India Catalina 2020 fue reconocida Mejor Documental. Además se convirtió en el documental colombiano más visto en el 2019 en los cines colombianos.